# Rijksweg 35
Rijksweg 35 is een Nederlandse rijksweg tussen Zwolle en Enschede. Het is een weg (N35) tussen Zwolle en Wierden waarbij de weg om Wijthmen als autoweg is uitgevoerd, een autosnelweg (A35) tussen Wierden en Enschede en een autoweg tussen Enschede en de Duitse grens. Administratief is de N35 tussen Zwolle en Wierden rijksweg 835.

## Route
- N35 Zwolle - Wierden Binnen de bebouwde kom van Zwolle heet de N35 Ceintuurbaan en vormt hij een onderdeel van de Zwolse ringweg. De capaciteit van de Ceintuurbaan is uitgebreid van 2×2 naar 2×3 rijstroken, opgeleverd in het voorjaar van 2013. De provincie Overijssel wil het volledige traject van de N35 tussen Zwolle en Wierden opwaarderen, te beginnen met het gedeelte tussen Zwolle en Raalte (20 km). Dit moet een autoweg met 2×2 rijstroken worden. Op 13 juni 2013 maakte verkeersminister Schultz bekend dat de weg tussen Zwolle en Wijthmen wordt verbreed naar 2×2 rijstroken. Op 25 juni 2018 is dit gedeelte als autoweg met een maximumsnelheid van 100 km/h geopend.[1] In Nijverdal liep de N35 dwars door de Grotestraat in het centrum, alwaar regelmatig filevorming optrad. Sinds begin 2010 werd aan het project Combiplan Rijksweg 35 gewerkt, waarbij onder andere een tunnel onder Nijverdal is gebouwd, die op 29 augustus 2015 is opengesteld voor verkeer.
- A35 Wierden - Enschede-Zuid Op 29 september 2007 is het wegvak tussen Almelo-Zuid en Wierden opengesteld, waarmee de doorstroming van doorgaand verkeer moet worden verbeterd. Vanaf knooppunt Azelo volgt de A35 de A1 tot aan knooppunt Buren. Sinds 2 mei 2018 heeft de A35 bij aansluiting Enschede-West een verbinding met de N18, daarvoor kruiste de N18 de A35 ongelijkvloers bij Usselo zonder aansluiting. Sinds 2002 loopt de A35 door tot Enschede-Zuid.
- N35 Enschede-Zuid - Rijksgrens Na de afrit Enschede-Zuid eindigt het snelweggedeelte en gaat de weg over in een tweestrooks autoweg zonder rijbaanscheiding. Vlak voor de grens is er nog een, met verkeerslichten geregelde, gelijkvloerse kruising met de Oostweg richting Enschede-Oost en Glanerbrug. De N35 gaat hierna verder naar de grens. In Duitsland gaat de weg over in de Bundesstraße 54 en sluit onder andere aan op Bundesautobahn 31 bij Gronau en de Bundesautobahn 1 bij Münster. De B54 loopt uiteindelijk door tot Wiesbaden.

## Geschiedenis
- 27 oktober 1977 - Opening Delden - Enschede (tegenwoordig Enschede-West);
- 15 juni 1978 - Opening Almelo - Azelo en knooppunt Azelo;
- 18 december 1979 - Opening Azelo - Delden als autosnelweg;
- 4 oktober 1984 - Opening Rondweg Heino;
- 25 november 1986 - Opening knooppunt Buren;
- 1993 - Opening Glanerbrug - Enschede-Zuid als autoweg;
- 1995 - Opening Enschede-West - Enschede-Zuid als autoweg;
- 1999 - Opening Enschede-Zuid - Gronau als autoweg;
- 2002 - Opening Enschede-West - Enschede-Zuid als autosnelweg;
- 9 maart 2004 - Gemeenteraad Wierden stelt bestemmingsplan met nieuwe tracé A35/N35 vast;
- 13 augustus 2007 - Opening aansluiting N35 - Almelo-West als autosnelweg;
- 29 september 2007 - Opening Almelo-Zuid - Almelo-West als autosnelweg;
- 17 juni 2013 - Minister Schultz maakt bekend dat de N35 tussen Zwolle en Wijthmen 2×2-strooks wordt, werkzaamheden zijn gestart in 2017;
- 25 juni 2018 - Opening Zwolle - Wijthmen als autoweg met 2x2 rijstroken.

De Salland-Twentetunnel bij Nijverdal is al voltooid. De weg liep eerst dwars door het centrum van die plaats. Vooral bij de kruising met de N347 waren er dagelijks opstoppingen. De gemeente Hellendoorn heeft gewerkt aan een oplossing voor de verkeersproblematiek. De tunnel zorgt voor een betere doorstroming van het verkeer in Nijverdal. De weg is 2×1 rijstroken maar kan in de toekomst nog uitgebreid worden tot 2×2 rijstroken. De weg is in augustus 2015 opgewaardeerd.
Een ander knelpunt op de N35 is het tracé tussen Heino en Zwolle. Vooral tussen Wijthmen en Zwolle stond het verkeer dagelijks stil en buurtdorpen als Lierderholthuis en Laag Zuthem kampten met sluipverkeer. In 2006 stelde de Tweede Kamer 16 miljoen euro beschikbaar voor verbetering van het tracé. De provincie Overijssel heeft daar 30 miljoen aan toegevoegd. De politiek dringt verder aan op het doortrekken van de A35 vanaf Wierden naar Nijverdal, wanneer en of dit gaat gebeuren is nog niet bekend. In een later stadium zou de weg ook tussen Heino en Nijverdal moeten worden opgewaardeerd, maar hiervoor moeten eerst verschillende mogelijkheden rondom Raalte worden bestudeerd.
Op 17 juni 2013 maakte minister Schultz van Verkeer bekend dat de N35 tussen Zwolle en Wijthmen wordt verbreed naar 2×2 rijstroken en dat eveneens de maximumsnelheid op dit tracé omhoog gaat naar 100 km/h. De werkzaamheden zijn gestart in 2017 en op 25 juni 2018 werd de weg geopend.
Ten slotte is de aansluiting Enschede-West opgewaardeerd om hier de nieuwe N18 aan te sluiten op de A35. De oplevering van de nieuwe N18 was op 2 mei 2018.

## Onderhoud
In de periode van september 2002 tot eind 2004 heeft Rijkswaterstaat groot onderhoud uitgevoerd aan de A35. De werkzaamheden bestreken elf kilometer. Het gaat om het gedeelte tussen de aansluiting Almelo en de aansluiting Hengelo-Zuid (27), inclusief de knooppunten Azelo en Buren. Bij knooppunt Azelo werd ook een deel van de A1 (twee kilometer) meegenomen in het groot onderhoud. Hier zijn doorgaande weefstroken aangelegd tussen beide knooppunten voor verkeer op de as Deventer - Enschede. Nadat de werkzaamheden gereed waren, zijn deze weefstroken enige tijd buiten gebruik geweest vanwege juridische procedures. Na aandringen vanuit de regio werd de strook alsnog in gebruik genomen.
Het groot onderhoud bestond uit de volgende werkzaamheden:
- De rijbaan is verbreed van 11 naar 12,5 meter, zodat het 4-0-systeem kan worden toegepast
- Het profiel van de weg is geoptimaliseerd zodat er een goede afwatering ontstaat
- De verhardingsconstructie (asfalt) is gerepareerd en versterkt. Ook zijn deze voorzien van een ZOAB-deklaag.
- De viaductdekken in de weg zijn gerenoveerd
- De viaducten die over de A35 gaan zijn gerenoveerd
- De geleiderail (vangrail) is aangepast zodat deze voldoet aan de huidige richtlijnen
- De bermen zijn aangepast
- De weg is gemarkeerd met duurzaam materiaal: thermoplast
- Er zijn detectielussen aangebracht. Hiermee wordt onder meer de intensiteit van het verkeer gemeten en in de winter bijvoorbeeld de gladheid van de weg.

### Uitrolbaar asfalt
De A35 is de eerste snelweg ter wereld waar uitrolbaar asfalt werd toegepast. Op 26 juni 2006 werd begonnen met op een 500 meter lang proeftraject tussen afrit Delden en het Twentekanaal. De proef is in 2009 stopgezet.

## Toekomst
De rijksweg N35 wordt de komende jaren verder opgewaardeerd. Zo zijn er plannen om de N35 te verbreden naar 2x2 rijstroken tussen Wierden en Nijverdal.

## Aantal rijstroken en maximumsnelheid
| Traject                                     | Aantal rijstroken | Maximumsnelheid | Opmerking                                  |
| N35                                         | N35               | N35             | N35                                        |
| ------------------------------------------- | ----------------- | --------------- | ------------------------------------------ |
| Toerit A28 - Kruising Oldeneelallee         | 2×3               | 70 km/h         |                                            |
| Kruising Oldeneelallee - Hoonhorst          | 2×2               | 100 km/h        | bij kruising Hoonhorst 70 km/h             |
| Hoonhorst - Wierden                         | 1×2               | 80 km/h         | bebouwde kom Mariënheem 50 km/h            |
| A35                                         |                   |                 |                                            |
| Afrit Wierden - afrit Almelo-Zuid           | 2x2               | 130 km/h*       |                                            |
| Afrit Almelo-Zuid - Knooppunt Azelo         | 2×2               | 130 km/h*       |                                            |
| Knooppunt Azelo - Knooppunt Buren           | 2×3               | 120 km/h*       | dynamische snelheid bij drukte             |
| Knooppunt Buren - afrit Hengelo-West        | 2x2               | 120 km/h*       | doorlopende weefvakken in beide richtingen |
| Afrit Hengelo-West - afrit Enschede-West    | 2×2               | 130 km/h*       |                                            |
| Afrit Enschede-West - afrit Enschede        | 2x2               | 100 km/h        |                                            |
| N35                                         |                   |                 |                                            |
| Afrit Enschede - Duitse grens               | 1×2               | 100 km/h        | bij kruising Enschede-Oost 70 km/h         |
| * maximumsnelheid tussen 6 en 19h: 100 km/h |                   |                 |                                            |

## Plaatsen langs de weg

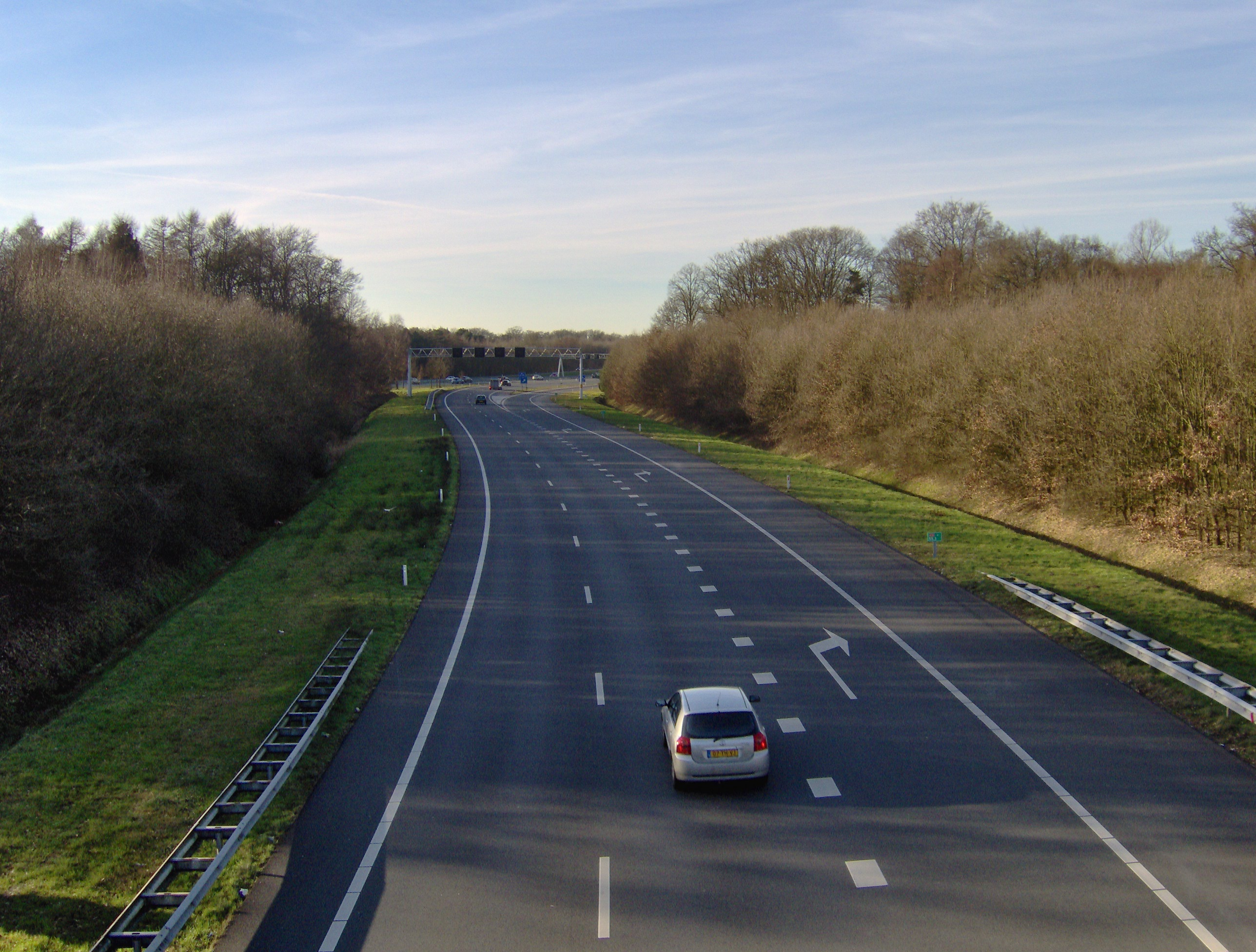
De rijbaan van de A35 in noordelijke richting bij afslag Borne-West

- Zwolle
- Heino
- Raalte
- Mariënheem
- Nijverdal
- Wierden
- Almelo
- Borne
- Delden
- Hengelo (O)
- Enschede

## Bezienswaardigheden langs de weg
- Overijssels Kanaal
- Sallandse Heuvelrug
- Oldemeule
- Grolsche brouwerij
- Star Skid, een kunstobject op de Nederlands-Duitse grens